# Kosmická rychlost
Kosmická rychlost je rychlost potřebná k překonání gravitačního působení kosmického tělesa. Existuje několik kosmických rychlostí, běžně se lze setkat s prvními třemi.

## 1. kosmická rychlost

Trajektorie kruhové rychlosti kolem planety Země

Kruhová rychlost je minimální rychlost, kterou musí těleso v gravitačním poli jiného tělesa dosáhnout, aby nespadlo zpět na jeho povrch a povrch tak opustilo. Obíhající těleso (například družice) se při ní pohybuje po kružnicové trajektorii a daná minimální rychlost se nazývá kruhová rychlost a její velikost lze určit ze vztahu:
{\displaystyle v_{k}={\sqrt {\frac {GM}{r}}}={\sqrt {\frac {2\mu }{r}}}}
kde {\displaystyle v_{k}} je kruhová rychlost, {\displaystyle G} (někdy značena jako κ) je gravitační konstanta, {\displaystyle M} hmotnost obíhaného tělesa, {\displaystyle r} vzdálenost středů obou těles (např. planety Země a družice) a {\displaystyle \mu } gravitační parametr.
1. kosmická rychlost je číselně rovna kruhové rychlosti. 
Většinou (bez udání podrobnějších informací) se jako 1. kosmická rychlost, bere v úvahu taková hodnota, která je vypočtená při oběhu ve velmi malé výšce nad povrchem. Pro planetu Zemi je takto vypočtená hodnota 1. kosmické rychlostí přibližně 7,9 km/s. S narůstající výškou nad zemí se kruhové rychlosti už jen snižuje.

### Odvození vztahu
Pohybuje-li se těleso po kružnici, působí na něj dostředivá síla, v případě pohybu v gravitačním poli je dostředivou silou síla gravitační. Zároveň na něj působí opačným směrem setrvačná odstředivá síla. Má-li obíhající těleso zachovat stálou vzdálenost od tělesa, které obíhá, musí být uvedené dvě síly v rovnováze:
{\displaystyle {\vec {F_{d}}}=-{\vec {F_{g}}}},
kde {\displaystyle F_{d}} je síla odstředivá a {\displaystyle F_{g}} síla gravitační (dostředivá). Pro velikosti těchto sil pak platí:
{\displaystyle F_{d}=F_{g}}
Po dosazení vztahu pro odstředivou sílu a Newtonova gravitačního zákona:
{\displaystyle {\frac {m\cdot v^{2}}{r}}=G{\frac {mM}{r^{2}}}},
kde m je hmotnost obíhajícího tělesa a M hmotnost obíhaného tělesa. Po úpravách je kruhová rychlost:
{\displaystyle v={\sqrt {\frac {GM}{r}}}}

## 2. kosmická rychlost
Úniková rychlost (též parabolická rychlost) je minimální rychlost, kterou se musí těleso v gravitačním poli jiného tělesa pohybovat, aby mohlo jeho gravitační pole úplně opustit. Obíhající těleso se při ní pohybuje po parabolické trajektorii. Velikost únikové rychlosti lze určit ze vztahu
{\displaystyle v_{p}={\sqrt {\frac {2GM}{r}}}={\sqrt {\frac {2\mu }{r}}}={\sqrt {2}}\cdot v_{k}},
kde {\displaystyle v_{p}} je úniková rychlost, kde {\displaystyle v_{k}} kruhová rychlost, {\displaystyle G} gravitační konstanta, {\displaystyle M} hmotnost tělesa, v jehož gravitačním poli se druhé těleso pohybuje, {\displaystyle r} vzdálenost středů obou těles a {\displaystyle \mu } gravitační parametr.
2. kosmická rychlost je číselně rovna únikové rychlosti. Pro planetu Zemi (opět v blízkosti povrchu) činí přibližně 11,2 km/s.
Pro start tělesa (typicky rakety) přímo z povrchu Země má toto těleso již od počátku rotační rychlost Země, se kterou je nutné dále počítat. V kosmonautice se této skutečnosti s výhodou využívá, rakety proto běžně startují směrem na východ a pokud možno z co nejnižší zeměpisné šířky, na rovníku je obvodová rychlost největší, přibližně 465 m/s.

### Odvození vztahu
Dle zákona zachování energie zůstává součet pohybové a polohové energie tělesa zachován, tedy:
{\displaystyle E_{k1}+E_{p1}=E_{k2}+E_{p2}}
a po dosazení:
{\displaystyle {\frac {1}{2}}mv^{2}+(-G{\frac {mM}{r}})=0+0}.
Pohybová energie je po opuštění gravitačního pole nulová, protože počítáme s minimální možnou rychlostí a proto předpokládáme, že se veškerá pohybová energie spotřebuje. Polohová energie tělesa opustivšího gravitační pole je také nulová. Zároveň však s rostoucí vzdáleností od středu gravitačního pole tato energie stoupá a proto musí mít v rovnici záporné znaménko. Po úpravě:
{\displaystyle v={\sqrt {\frac {2GM}{r}}}}

## 3. kosmická rychlost
3. kosmická rychlost (též hyperbolická rychlost), je úniková rychlost z gravitačního pole Slunce. Je to minimální rychlost pro opuštění Sluneční soustavy. 

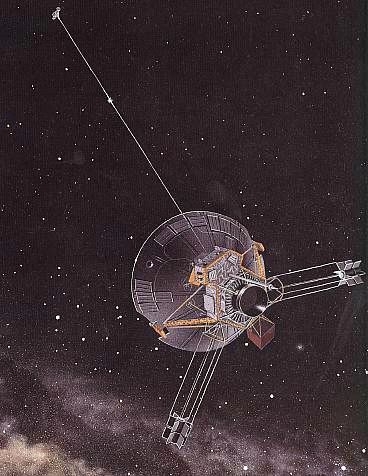
První umělá tělesa, která dosáhla 3. kosmické rychlosti a unikla tak z přitažlivosti Slunce, byly sondy Pioneer 10 a 11

Pro její velikost platí vztah pro únikovou rychlost, s hodnotou hmotnosti Slunce. Těleso se při ní pohybuje po hyperbolické trajektorii. V kosmonautice se však k jejímu dosažení využívá různých gravitačních manévrů, které trajektorii mění. Při startu ze Země je potřeba přičíst i 2. kosmickou rychlost, kterou těleso potřebuje k opuštění gravitačního pole Země.

#### Umělé družice, které dosáhly 3. kosmické rychlosti
Prvními tělesy vyrobenými lidmi, která získala 3. kosmickou rychlost, a mají potenciál opustit Sluneční soustavu, byly sondy Pioneer 10 a Pioneer 11. 
Pioneer 10 byl vypuštěn 3. března 1972 a brzy po startu získal rychlost 14,5 km·s−1. Poslední spojení s ním bylo navázáno 23. ledna 2003 ve vzdálenosti 80 AU. Pioneer 11 byl vypuštěn 6. dubna 1973 a po startu získal rychlost 14,3 km·s−1. Spojení s ním bylo ztraceno v září 1995, kdy se sonda nacházela za oběžnou drahou Pluta (vzdálenost Pluta od Slunce osciluje mezi 30-49 AU). Rychlosti po startu byly nižší než 3. kosmická rychlost, byly však později zvýšeny pomocí gravitačního praku.
Dalšími sondami, které opouštějí Sluneční soustavu jsou Voyager 1 (vypuštěna 5. září 1977), Voyager 2 (vypuštěna 20. srpna 1977) a New Horizons (vypuštěn 19. ledna 2006). 

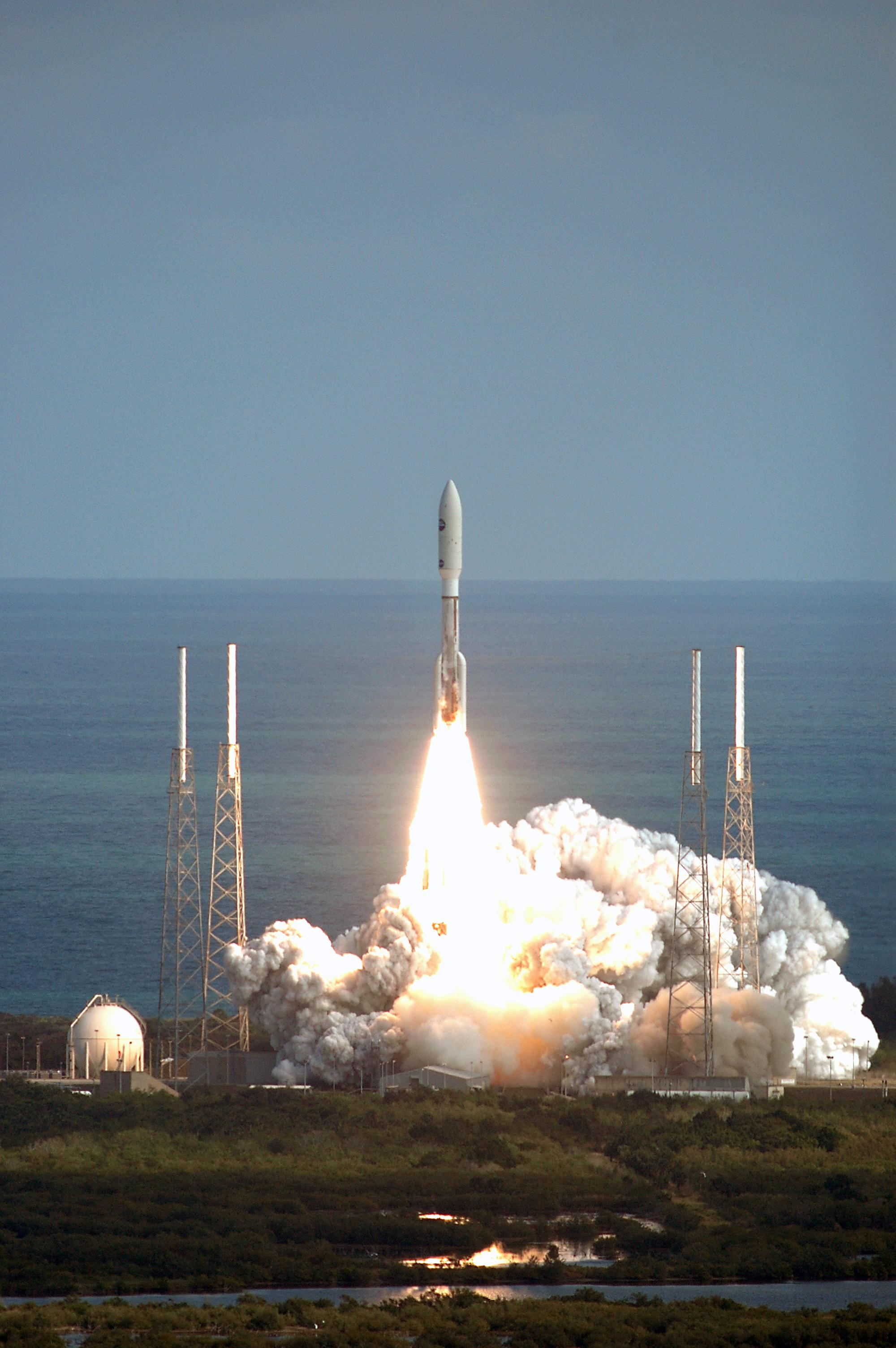
Start nejnovější mezihvězdné sondy New Horizons (2006)

V červenci 2025 byla sonda Voyager 1 vzdálena od Slunce 168 AU, Voyager 2 140 AU a New Horizons 62 AU. Sondy mají dostatečnou rychlost pro opuštění Sluneční soustavy, ale nelze tvrdit, že ji opustily. Jsou ale již daleko od oběžných drah planet, v místech, kde ještě žádná umělá družice nebyla. Se všemi těmito sondami je NASA ve spojení.
Hranice Sluneční soustavy nejsou přesně ohraničeny, ale Sluneční soustava přechází v mezihvězdný prostor postupně. Pro srovnání heliosféra, oblast, kam zasahuje vliv magnetického pole Slunce zasahuje do vzdálenosti 110 – 160 AU a okraj Sluneční soustavy je tvořen (předpokládaným) Oortovým oblakem o průměru 100 000 AU.

## Další kosmické rychlosti
- 4. kosmická rychlost – rychlost potřebná k dosažení Slunce.[10] Pro start z povrchu Země je její hodnota 31,8 km/s.
- 5. kosmická rychlost – rychlost potřebná k úniku z gravitačního působení Slunce ve směru kolmém k rovině ekliptiky, pro start z povrchu Země je její hodnota asi 52,8 km/s.
- 6. kosmická rychlost – rychlost potřebná k úniku z gravitačního působení Slunce ve směru proti oběhu Země okolo Slunce (rozdíl oproti 3. kosmické rychlosti). Na povrchu Země činí 72,8 km/s.

## Tabulky
U těles označených * je poloměr určen horní hranicí mračen v atmosféře (resp. hranicí heliosféry u Slunce).
| Těleso   | vk (km·s−1) |
| -------- | ----------- |
| Slunce*  | 440         |
| Merkur   | 3,01        |
| Venuše   | 7,33        |
| Země     | 7,91        |
| Měsíc    | 1,68        |
| Mars     | 3,56        |
| Jupiter* | 42,11       |
| Saturn*  | 25,10       |
| Uran*    | 15,60       |
| Neptun*  | 16,62       |
| Pluto    | 0,86        |

| Výška nad povrchem Země (km) | Kruhová rychlost (km·s−1) | Poznámka                      |
| ---------------------------- | ------------------------- | ----------------------------- |
| 0                            | 7,905                     |                               |
| 200                          | 7,784                     | Nejnižší dráhy umělých družic |
| 500                          | 7,613                     |                               |
| 1000                         | 7,350                     |                               |
| 5000                         | 5,919                     |                               |
| 10 000                       | 4,933                     |                               |
| 20 200                       | 3,880                     | navigační družice GPS         |
| 36 000                       | 3,067                     | geostacionární družice        |
| 50 000                       | 2,659                     |                               |
| 100 000                      | 1,936                     |                               |
| 384 400                      | 1,022                     | dráha Měsíce                  |
| 500 000                      | 0,887                     |                               |

| Planeta  | Rychlost (km·s−1) |
| -------- | ----------------- |
| Slunce*  | 620               |
| Merkur   | 4,25              |
| Venuše   | 10,36             |
| Země     | 11,18             |
| Měsíc    | 2,40              |
| Mars     | 5,03              |
| Jupiter* | 59,55             |
| Saturn*  | 35,51             |
| Uran*    | 21,29             |
| Neptun*  | 23,50             |

| Z oběžné dráhy Země                                                          | 42,1 km·s−1 |
| Z povrchu Země (se započtením oběžné rychlosti Země a 2. kosmické rychlosti) | 16,7 km·s−1 |